# 殘念丈夫
《殘念丈夫》，為2015年1月起於日本富士電視台水十時段（週三22:00 - 22:54，JST）播出的電視連續劇，由玉木宏主演。

## 企劃概要
在擁有小孩之前，夫妻過著幸福的小倆口生活。但，有了孩子之後，夫妻面臨了各種生活挑戰。此劇即在探討原是頂客族的夫妻在有了孩子後，所面對的「產後危機」。
主角榛野陽一（玉木宏 飾）在有了孩子後，雖為一家之主，但毫無長進，而開始被妻子知里（倉科加奈 飾）嫌棄，導致家庭矛盾激化。此劇即是描寫一家之主為了建立「理想丈夫」的形象，而做出各種努力的社會派喜劇。

## 主要角色

### 榛野家
- 榛野陽一（35歲）：玉木宏[5]
- 榛野知里（28歲）：倉科加奈[6]
- 榛野華：小林美友、小林莉緒

陽一與知里的女兒。
- 榛野明美：淺田美代子（日语：浅田美代子）

陽一的母親。
- 牧田仁輔：石倉三郎

知里的父親。

### 細井家
- 細井茂（50歲）：岸谷五朗
- 細井美和子（46歲）：大塚寧寧
- 細井美香（17歲）：生田繪梨花（乃木坂46）[7][8]

阿茂與美和子的女兒。

### 須藤家
- 須藤俊也（35歲）：黑木啓司（放浪兄弟）
- 須藤由衣（27歲）：高橋Maryjun（日语：高橋メアリージュン）
- 須藤優斗：高村佳偉人

俊也與由衣的兒子。

### LUCHTA HOME
- 濱中遼（26歲）：林遣都
- 大石香織（38歲）：笛木優子
- 渡邊聰：末原拓馬
- 久保惠子：陽菜惠美留

### 知里的好友
- 森田真紀：竹内彩香
- 森田沙耶：柿本藍里

## 其他角色
- 向井和之：田中圭
- 桐島楓：西原亞希
- 神謎男子（月島博）：溫水洋一
- 坂野賢一：丹提坂野
- 久保田航：森下大地
- 權田原剛：渡邊哲（第4集）
- 近藤江梨子：堀内敬子（第5集）

## 製作人員
- 劇本：山崎宇子
- 主題曲：UNICORN（日语：UNICORN）（Ki/oon Music發行）
- 導演：西坂瑞城、宮木正悟（日语：宮木正悟）
- 製作人：小原一隆
- 製作：富士電視台

## 播出日程及收視率
- 收視率最高值以紅色表示，收視率最低值以蓝色表示。

| 集數                                                    | 播出日期 | 標題                                 | 劇本     | 導演     | 收視率 |
| ------------------------------------------------------- | -------- | ------------------------------------ | -------- | -------- | ------ |
| 第1話                                                   | 1月14日  | 〇〇老公，我討厭這樣的老公！         | 山崎宇子 | 西坂瑞城 | 9.4%   |
| 第2話                                                   | 1月21日  | 老公，第一次的××                     | 山崎宇子 | 西坂瑞城 | 8.0%   |
| 第3話                                                   | 1月28日  | 麻煩的奶爸                           | 山崎宇子 | 宮木正悟 | 7.4%   |
| 第4話                                                   | 2月04日  | 丈夫工作、妻子離家                   | 山崎宇子 | 宮木正悟 | 7.6%   |
| 第5話                                                   | 2月11日  | 職業婦女～妻子工作，丈夫抱怨。家醜～ |          | 西坂瑞城 | 6.3%   |
| 第6話                                                   | 2月18日  | 媽媽友是前女友！                     | 山崎宇子 | 菊川誠   | 7.7%   |
| 第7話                                                   | 2月25日  | 無性生活                             |          | 西坂瑞城 | 6.8%   |
| 第8話                                                   | 3月04日  | 離婚                                 | 山崎宇子 | 品田俊介 | 8.5%   |
| 第9話                                                   | 3月11日  | 離婚調解                             |          | 宮木正悟 | 7.6%   |
| 最終話                                                  | 3月11日  | 謝謝                                 | 山崎宇子 | 西坂瑞城 | 7.0%   |
| 平均收視率 7.7%（收視率由Video Research於關東地區統計） |          |                                      |          |          |        |